# Miss Your Body
Singles de Globe
Perfume of Love
(1998) Still Growin' Up
(1999)
Miss Your Body (écrit en capitales : MISS YOUR BODY) est le 17e single de Globe.

## Présentation
Le single, composé et coproduit par Tetsuya Komuro, sort le 25 mars 1999 au Japon sur le label Avex Globe de la compagnie Avex, au format mini-CD single de 8 cm de diamètre (alors la norme pour les singles dans ce pays), six mois après le précédent single du groupe, Perfume of Love (entre-temps est cependant sorti le single spécial en distribution limitée Winter Comes Around Again, envoyé exclusivement aux acheteurs des quatre singles précédents grâce aux coupons d'achat figurant à l'intérieur).
Le single atteint la 6e place du classement des ventes de l'Oricon, et reste classé pendant cinq semaines. Il se vend à un peu plus de 100 000 exemplaires, mais est alors le single le moins vendu du groupe.
La chanson-titre est utilisée comme thème musical dans une publicité japonaise pour la marque automobile Ford Ka. Trois versions figurent sur le single : la version originale dite "Studio Tracks" (sic), une version dite "Radio Edit" raccourcie pour la diffusion en radio, et une version dite "Live Tracks" (sic) enregistrée en studio mais dans des conditions live. La version originale figure telle-quelle sur le premier album dit "de remix" du groupe, First Reproducts, qui sort une semaine plus tard ; elle ne figurera sur aucun album original.
La chanson sera ensuite remixée en "face B" du prochain single du groupe, Still Growin' Up, qui sortira cinq mois plus tard ; c'est cette version remixée dite "Tan Line Mix" qui figurera en fait à la place de la version originale sur la première compilation des singles du groupe, Cruise Record 1995-2000, qui sortira le même mois que ce prochain single. C'est la version originale de la chanson qui figurera par la suite sur ses compilations Globe Decade de 2005 et Complete Best Vol.2 de 2007.

## Liste des titres
Les chansons sont composées et arrangées par Tetsuya Komuro, écrites par Keiko et Marc, et mixées par Ken Kessie.
| CD    | CD                                                  | CD                | CD    | CD | CD | CD | CD | CD | CD |
| No    | Titre                                               | Description       | Durée |    |    |    |    |    |    |
| ----- | --------------------------------------------------- | ----------------- | ----- | -- | -- | -- | -- | -- | -- |
| 1.    | Miss Your Body (Studio Tracks) (MISS YOUR BODY ...) | Version originale | 5:19  |    |    |    |    |    |    |
| 2.    | Miss Your Body (Live Tracks) (MISS YOUR BODY ...)   | Version live      | 5:02  |    |    |    |    |    |    |
| 3.    | Miss Your Body (Radio Edit) (MISS YOUR BODY ...)    | Version courte    | 3:46  |    |    |    |    |    |    |
| 14:07 |                                                     |                   |       |    |    |    |    |    |    |